# Francesco Sforza
Francesco Sforza (San Miniato, 23 juli 1401 - Milaan, 8 maart 1466) was de grondlegger van de Sforza-dynastie in de Italiaanse staat Milaan.
Hij was de zoon van de condottiere Muzio Sforza, die hij opvolgde als leider over een leger huurlingen (een condotta). Men zei dat Francesco ijzeren staven met zijn blote handen kon buigen. Professioneel gezien redde hij een aantal keren de nek van de heersende familie Visconti, waarvoor hij als beloning met Bianca, de dochter van hertog Filippo Maria Visconti mocht trouwen. Filippo zelf liet echter geen troonopvolger na, en na een kort machtsvacuüm nam Francesco de titel van hertog van Milaan aan.
Als hertog introduceerde hij een nieuw belastingstelsel, wat de overheid enorme sommen geld opleverde. Aan zijn hof werden in het kader van de Renaissance talloze boeken over uiteenlopende onderwerpen geschreven. Sforza raakte ook bevriend met de Florentijnse heerser, Cosimo de' Medici, waaruit de Vrede van Lodi voortvloeide. Dankzij dit verdrag werd de politieke situatie in heel Noord-Italië gestabiliseerd.

## Huwelijken en kinderen
Frencesco huwde twee maal. Eerst met Polissena Ruffo en later met Bianca Maria Visconti.
Uit zijn tweede huwelijk werden acht kinderen geboren:
- Galeazzo Maria Sforza (1444–1476), Hertog van Milaan
- Ascanio Maria Sforza (1445–1505), Kardinaal
- Ippolita Maria Sforza (1446-1484), ∞ 1465 Alfons II, Koning van Napels (1448–1495), (Huis Trastámara)
- Filippo Maria Sforza (1448–1492), ∞ Konstanze Sforza, dochter van sio Sforza
- Sforza Maria Sforza (1449–1505), Kardinaal
- Ludovico Sforza (1452–1508), Hertog van Milaan
- Ottaviano Sforza († 1477)
- Elisabetta Sforza (1451-1473), ∞ 1469 Willem VIII van Monferrato, Markgraaf van Montferrat (1420-1483)